# A magyar női labdarúgó-válogatott 1986. április 15-i mérkőzése
Előző mérkőzés - Következő mérkőzés
A magyar női labdarúgó-válogatott barátságos mérkőzése 1986. április 15-én Straubingban az NSZK ellen. A mérkőzés 2–1-es nyugatnémet győzelemmel zárult.

## Az összeállítások
| 1986. április 15. |

| NSZK                  | 2 – 1   | Magyarország  |
| --------------------- | ------- | ------------- |
| Damm 46' Haberlaß 47' | (1 – 1) | Kiss Lászlóné |

| Straubing Nézőszám: 1 800 Játékvezető: A. Ermer (FRG) |

|  |

| JUGOSZLÁVIA:         |    |                    |
|                      |    |                    |
| K                    | 1  | M. Isbert          |
| V                    | 2  | Andrea Haberlaß    |
| V                    | 3  | Britta Unsleber    |
| V                    | 6  | Christel Klinzmann |
| V                    | 4  | Frauke Kuhlmann    |
| KP                   | 5  | Petra Damm         |
| KP                   | 8  | Rike Koekkoek      |
| KP                   | 10 | Silvia Neid        |
| CS                   | 7  | B. Henkel          |
| CS                   | 9  | Martina Voss       |
| CS                   | 11 | C. Chaladyniak     |
| Szövetségi kapitány: |    |                    |
| Gero Bisanz          |    |                    |

| MAGYARORSZÁG:        |    |                     |            |
|                      |    |                     |            |
| K                    | 1  | Kiss Mária          |            |
| V                    | 2  | Tóth Ilona          | lecserélve |
| V                    | 3  | Bukovszki Jenőné    |            |
| V                    | 6  | Matskássy Imréné    |            |
| V                    | 4  | Jenei Anikó         | 46'        |
| KP                   | 5  | Kerekes Anikó       |            |
| KP                   | 8  | Lovász Gyöngyi      |            |
| KP                   | 10 | Bárfy Ágnes         |            |
| CS                   | 7  | Keresztes Zsuzsanna |            |
| CS                   | 9  | Kiss Lászlóné       |            |
| CS                   | 11 | Oroszki Ildikó      | lecserélve |
| Cserék:              |    |                     |            |
| V                    | ?  | Tóth Judit          | becserélve |
| CS                   | ?  | Kern Edit           | becserélve |
| Szövetségi kapitány: |    |                     |            |
| Tóth Ferenc          |    |                     |            |

## Örökmérleg a mérkőzés után
| Magyarország | :         | NSZK |
| ------------ | --------- | ---- |
| 1            | Győzelem  | 1    |
| 0            | Döntetlen | 0    |
| 2            | Gólok     | 2    |
| 3/6          | Pontok    | 3/6  |
| 50           | %         | 50   |